# Alavarommatidae
Alavarommatidae es una familia fósil de avispas diminutas del período Cretácico. La familia se creó por el hallazgo de un espécimen de una nueva especie Alavaromma orchamum, encontrado en Álava en 2011 por Ortega Blanco por lo que fue bautizada en honor de esta provincia. Junto con la familia Gallorommatidae, que fue reconocida en 2007 por el hallazgo en Teruel de la especie Galloromma turolensis, estos insectos conforman la superfamilia Mymarommatoidea, conformada por diminutos himenópteros.
Dos especímenes de Alavarommatidae fueron encontrados en ámbar: el holotipo (MCNA 9127, macho) en Peña Cerrada, Álava y el paratipo (CPT-4140, macho) en San Just, Teruel. Longitud del cuerpo: 0.55 mm; alas anteriores: 0.41 mm, desde la base al ápice.